# バトルギア2

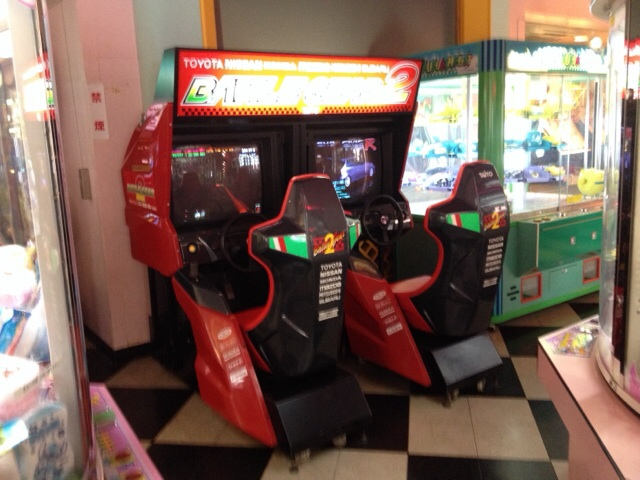
バトルギア2筐体(ツイン)

『バトルギア2』（BATTLE GEAR 2）は2000年にタイトーより発売されたアーケードレースゲームである。「バトルギア」シリーズ第2作目。
2001年3月22日にはPlayStation 2に隠しコースや車を追加し移植された。2002年にはPS2版の追加コースと車を追加した『バトルギア2V』が発売された。

## 概要
使用基板は前作『バトルギア』（以下「前作」）同様PowerPC採用基板「Type-Zero+HDD」。
大きな特徴として、前作より新規コース及び車両の追加、ゴースト対戦の機能強化、前身作『サイドバイサイド2 エボルツィオーネ』のBGMの再録等がなされている。
『サイドバイサイド2』以来となるオープニングも復活し、初級コースで2台の車のハイスピードバトルが描かれている。テーマソングは『To Become Wild』（歌：田中昌之）。
2001年3月22日に発売されたPlayStation 2版では、隠しコースや車が追加され、アーケード版『バトルギア2V』（以下「2V」）ではこれらの追加コースや車が選択可能。
モデムを利用してゴーストデータのアップ&ダウンロードサービスも行われていた（現在は終了）。

### 筐体

#### ツインタイプ筐体
- 前作から共通のデザインの筐体。ただし今作からモーターでのフォースバックが得られる仕様の筐体も追加された。
- 筐体上部にこのゲームの登場車種紹介ポップが装着されていたり、モーター付きの筐体には「ASSF」ステッカーが貼り付けられている場合もある。

#### シングルタイプ筐体
- ツインタイプ筐体をベースに、スペースの限られる店舗向けに1人用のみとした筐体。

#### サイドバイサイド筐体改造版
- 前作が発売された際に、前シリーズ『サイドバイサイド』の筐体から、配線と基板一式を交換改造で流用できるようにするキットが発売された。その「サイドバイサイド筐体改造バトルギア」から、HDD交換で『2』に変更できるようにキットが発売された。

#### バトルギア2V筐体
- 2001年にタイトーから発売された『スタントタイフーン』のシングル筐体を流用したもので、筐体に装着されたサイドブレーキと振動機構も使用できる。
- 基本的には輸出用の為ゲーム内の文字は全て英語で、HUDもそれに合わせ変更[2]されているが、若干数国内でも販売された。
- PS2版で追加された超中級コースや車両が選択可能となっており、一部車種のグラフィックもPS2版と同じものに変更、加えてノーマルレースモードの難易度調整や制限時間延長など、PS2版と同様の改良が施されている。

## クラス別車種一覧
前作同様、登場車種は国産スポーツモデルで構成されており、ほぼ全ての車種でマフラーやホイールの交換、ローダウン、エアロパーツ（一部車種、メーカー系チューニング会社）の装着といった外見上のチューニングが施されている。
カラー変更でホイールの色や幌の色、エアロパーツが変化することもある。
アーケード版「2」は29車種+隠しカー8車種の計37車種、PS2版は29車種+隠しカー13車種の計42車種、「2V」は29車種+隠しカー12車種の計41車種。

### Aクラス
270馬力以上の車が対象。
- NSX Type-S zero（NA2）
- RX-7 Type RS（FD3S）※マイナーチェンジで後期型の5型に。
- ランサー GSR エボリューション VI Tommi Makinen Edition（CP9A）※新追加
- ランサー GSR エボリューション VI（CP9A）※新追加
- ランサー GSR エボリューション V（CP9A）
- ランサー GSR エボリューション IV（CN9A）
- ランサー GSR エボリューション III（CE9A）
- スカイラインGT-R V-spec（BNR34）※新追加
- スカイラインGT-R（BNR32）※アーケード版のみ
- インプレッサ 22B STi version（GC8改）
- インプレッサWRX type RA STi version VI Ltd（GC8）※マイナーチェンジでVer.VからVer.VIへ。
- インプレッサWRX type R STi version VI Ltd（GC8）※マイナーチェンジでVer.VからVer.VIへ。
- スープラ RZ（JZA80）

#### 隠し車種
アーケード版「2」では車メーカー選択時にスタートボタンを押しながら隠し車種のあるメーカーを選択すると通常車種に変わって選択が可能になる。
PS2版及び「2V」では全メーカーに隠し車種が用意され、PS2版では走行距離に応じて手に入れるか、Aクラスの車で難易度★3つ以上で特定のコースで優勝しなければ選択できない。
スプリンタートレノ MECHA TUNE（AE86）
NAチューン仕様。超高回転型のレース用エンジンに換装されており、低回転域のトルクが細くアンダーパワー気味だが機動性は抜群。
車内では追加装備のタコメーターや、ドリンクホルダーの紙コップが印象的。カーボンボンネットの有無が選択可能だが、車重は変化しない。
アーケード版ではカラーの変更可（PS2版及び「2V」ではボディは白/黒固定で、カーボンボンネットの有無の選択のみ可能）。
カローラレビン TURBO TUNE（AE86）
ボルトオンターボ仕様。大型タービンの装着で加速力が大幅強化されたが、低回転域のトルクが細くターボラグも大きいピーキーなエンジン特性を持つ為コーナーでは左足ブレーキを駆使しないと失速し易く扱い辛い。
乗りこなせれば中・高速コースやテクニカルコースにて無類の機動性を発揮させることができる。カラー変更可。
サバンナRX-7 ∞ TUNED（FC3S）
ブーストアップ仕様。カラーは白で固定。
RX-7 Type RS TUNED（FD3S）
ブーストアップ仕様。カラーは黄で固定。通常車種は後期型の5型だが、こちらは前作に登場していた中期型の4型ベース。
PS2版及び「2V」ではマツダスピードのフロントバンパーを装備している。
ランサー GSR エボリューション III TUNED（CE9A）
ミスファイアリングシステムを装備し、ターボラグを解消している。カラーは黒で固定。
ランサー GSR エボリューション IV TUNED（CN9A）
ランエボIII TUNED同様に、ミスファイアリングシステムを装備。カラーは白で固定。
ランエボIII TUNEDに比べギア比がクロス寄りで、加えてミスファイアの効きも強力な為本作中トップクラスの発進加速を誇るが、その分最高速はやや控え目。
スカイラインGT-R TUNED（BNR32）（PS2版及び「2V」のみ）
ブーストアップ仕様。本作中で最高出力を誇る。
外見はアーケード版のみに登場する通常仕様によく似ているが、加速力と最高速度に違いがありこちらの方が上である。
R34に比べ旋回性能にやや劣り、テクニカルなコースでの使用には相当な腕を要する。
PS2版で使用できるR32はこれのみで、通常仕様は登場しない。カラー変更可であり、選べる色の種類はアーケード版での通常仕様に準ずる。
シビック Type-R MECHA TUNE（EK9）（PS2版及び「2V」のみ）
NAチューンで更に高回転化されており、外見はSpoonのデモカーによく似ている。カラー変更可。
インテグラ Type-R TURBO TUNE（DC2）（PS2版及び「2V」のみ）
ボルトオンターボで武装しており、FF車としては最高出力を誇る。こちらも外見はSpoonのデモカーによく似ている。カラー変更可。
インプレッサWRX type RA TUNED（GC8）（PS2版及び「2V」のみ）
デフフリーに設定されており、4WDとしては高い旋回性能を持つが、動力性能が少々低い。
グレードはWRX type RAであり、STI仕様ではない。リアスポイラーは外されている。カラー変更可。
MR2 GT TUNED（SW20）（PS2版のみ）
ブーストアップ仕様。Aクラス唯一のMRターボマシン。
通常車種は最終型の5型だが、これは中期型の3型ベースである。カラー変更可。

### Bクラス
200 - 255馬力の車が対象。
- インテグラ Type-R（DC2）
- S2000（AP1）※新追加
- サバンナRX-7∞（FC3S）
- シルビア SPEC-R（S15）※新追加
- シルビア K's（S14）[4]
- 180SX TYPE-X（RPS13）
- セリカ SS-II（ZZT231）※新追加[5]
- アルテッツァ RS200（SXE10）※新追加
- セリカ GT-FOUR（ST205）
- MR2 GT（SW20）※PS2版のみ[6]

### Cクラス
130 - 175馬力の車が対象。バトルギア2初心者に最適なクラスと言われている。
- シビック Type-R（EK9）
- ロードスター A-Spec（NB8C）
- ロードスター（NB6C）
- MR-S S EDITION（ZZW30）※新追加
- カローラレビン BZ-R（AE111）
- カローラレビン GTV（AE86）
- スプリンタートレノ GT-APEX（AE86）

#### 隠し車種
選択方法はアーケード版、PS2版共に他の隠し車種と同様。
- スプリンタートレノ SR（AE85）
- カローラレビン SR（AE85）

## 選択可能なモード

### ノーマルレース
コンピューターカーと対戦できるモード。難易度は星マークで表され、1-5まである。5にする場合はコース選択画面でビューボタンを長押しし、「ピュシュルル」というブローオフバルブ音が鳴ったら成功である。
難易度5で1位になると、全コース共通でクリアした後のリプレイでエンディング（スタッフロール）が流れる。ただし、相当な実力を要す。

### タイムアタック
筐体内に保存されたゴーストとタイムを競い合うモード。HDD内にコース毎に保存してあり、更新日時、のべ対戦者数、ネーム、ラップタイムが保存されている。ゴーストに勝てば、その時のデータが記録される。
今作ではスタート時に表示されるゴーストの情報が日本語表記となり、新たに更新日時やラップタイムも表示される様に改善されている。

### 通信対戦
最大4人まで対戦可能なマルチプレイ専用モード。ノーマルレース時に掛かる後続車のブーストが掛からないため、実力とテクニックが要求される。

## コース
超初級
前作では隠しコースとして登場した、完全なオーバル周回コース。道幅が広く、ライン取りの自由度が高い。前作とは違い、時間帯が夕方になっている。
モデルは谷田部高速周回路。デフォルトBGMも「I'll be back here」へ変更されている。
初級
夜の湖畔の周回コース。コースサイドでは花火も打ち上げられる。道幅も広く高速コーナー主体だが速度が出るので慎重なドライビングが必要とされる。
モデルは中禅寺湖。デフォルトBGMは本作のテーマソングである「To Become Wild」。
中級
紅葉の中を駆け抜ける周回ワインディングコース。中低速コーナー主体でコーナーワークが重要。
モデルは日塩もみじライン。デフォルトBGMは「Feel Tense」。
超中級
PS2版及び「2V」のみに登場する一本道コース。道幅は狭く、リズミカルなハンドリングを要する。
モデルは妙義山。後の「バトルギア4」でも「超上級」コースとして登場している。
デフォルトBGMは「Revenge on X」。
上級
春の峠道を下る一本道コース。ヘアピンカーブが多い。
モデルは赤城山。後の「バトルギア3 Tuned」以降でも「弩級B」コースとして登場している。
デフォルトBGMは「Fight it out」。
超上級
夕暮れの峠道で、中盤から霧が掛かり見通しが悪くなり、道幅が極端に狭くなる。
最終セクションは未舗装のダートコースで、舗装路より接触時の減速力が大きく、ワンミスで逆転されかねない難易度の高いセクションとなっている。
モデルは群馬県道28号高崎東吾妻線（通称「裏榛名」）で、順走のゴール地点は榛名湖である。
デフォルトBGMは「Final Blow」。
弩級
「サイドバイサイド2」から続く、シリーズお馴染みの山頂付近と温泉街を結ぶ夜の峠道。モデルは榛名山。
前作ではコースのディティールが全体的に簡素であったが、今作ではコースの大幅なディティールアップが行われ、より実在のものに近づいた。
デフォルトBGMも「サイドバイサイド2」の同コースで使用されていた「Midnight」へ変更されている。
超弩級
最高難易度を誇る峠道で、前作から収録されている。モデルは箱根外輪山にある長尾峠。
前作ではレース中に夜が明けていき朝になっていく演出が存在したが、今作ではその演出が削除されており、スタート時から早朝の設定となっている。
デフォルトBGMは「The Night Diver」。

### 隠しコース
以下4つのコースは、コイン投入後にビューボタンを押したままスタートボタンを押すと、通常コースから変わって選択できる。
基本的に前作からの変更点は無いが、スタートカウント前のコースの景色を写すシーンや中級での演出の一つが今作では削除されている。
旧初級
春をモチーフにしたコースで、花見シーズンの湖周辺を周回するコース。
デフォルトBGMは「Axel Mind」。
旧中級
夏をモチーフとした、中速コーナーを主体とした早朝ワインディング周回コース。
丁度1周を走りきる頃に、スタート地点に駐機されているヘリコプターが飛び立ちプレイヤーの頭上を通る演出が、今作では削除されている。
デフォルトBGMは「Battle Gear」。
旧上級
秋をモチーフとした、低速ヘアピンやダート区間もある夜のテクニカル周回コース。
デフォルトBGMは「Crying On the End of Heaven」（ゲーム中では「ED of Heaven」表記）。
旧超上級
いろいろな路面状況にある冬季雪面の周回コース。
デフォルトBGMは「Into the Gap」。

## その他
- 前作同様、コクピットビューでは車のメーター類が再現されている。他の視点でもその車ごとのタコメーター、ターボ車はさらにブーストメーターが再現されている（ただしAE86トレノはなぜかGT-APEXにもかかわらずアナログメーター）。
- AE86（ノーマル車でもチューンド車でもAE85でもよい）を選び、レース中スピードメーターが100km/hを超えるとキンコンという音が鳴る。
- 時折、デモ中にコースを走行するのはHDD内に記録されたゴーストデータ（工場出荷時は開発者の走行データ）。
- ゲーム中に、ハザードボタンを押すとハザードランプが点灯する。※ただし､サイドバイサイド筐体改造版ではハザードボタンが装着されていないため不可。
- ゲーム中にスタートボタンと、ハザードボタンを押すと強制終了のカウントダウンが始まる、そのまま押し続けると強制終了となる。
  - これは、タイムアタックでタイム更新を望めなくなったと判断した時にいち早くリスタートさせるためである。上記同様、サイドバイサイド筐体改造版では不可。
  - そのためタイム更新ができない状態でゲームオーバーになった場合、同じコース、同じ車種ですぐにコンテニュー出来るようになって集中的にプレイできるようになっている。
  - 上記にあるように、従来のCPUとの順位を競うことよりもタイムアタックでタイムを競うことに重点を置かれており、後のシリーズの礎となっている部分が多々見受けられる。
- 海外PS2版はヨーロッパ地域のみに「TOKYO ROAD RACE」として発売、また「2V」はこの海外PS2版がベースとなっている。
- PS2版では家庭用向けに敵車の速さが全体的に易しめに調整されており、難易度5でも優勝し易くなっているが、その代償として難易度5クリア時にエンディングが流れるのは一本道コースのみとなった。相当な実力を要する。